# Nintendo Switch
Nintendo Switch (nazwa kodowa Nintendo NX) – konsola gier wideo firmy Nintendo wydana 3 marca 2017 roku. Jest następcą wydanego w 2012 roku Wii U.

## Specyfikacja techniczna

### Konsola i stacja dokująca
Konsola została wyposażona w procesor główny i procesor graficzny oparte na technologii Tegra X1 firmy Nvidia. Składa się on z czterech rdzeni Cortex-A57 oraz czterech Cortex-A53. Wyświetla rozdzielczość 1080p w trybie telewizyjnym oraz 720p w trybie przenośnym. Pojemność pamięci wewnętrznej urządzenia to 32 GB. Obsługuje karty pamięci microSDHC i microSDXC o pojemności do 2 terabajtów.
Stacja dokująca ma port HDMI, USB 3.0, dwa porty USB 2.0 oraz gniazdo ładowania typu USB-C.

### Joy-Con
W zestawie z konsolą dołączone są także kontrolery Joy-Con: Joy-Con L i Joy-Con R. Oba kontrolery są wyposażone w akcelerometr, żyroskop, a także w wibracje haptyczne. Joy-Con R został dodatkowo wyposażony w NFC oraz sensor podczerwieni, który potrafi identyfikować obiekty i gesty.

## Wydanie
W kwietniu 2016 roku wydanie konsoli pod nazwą Nintendo NX zostało zapowiedziane na marzec 2017 roku. 20 października tego samego roku Nintendo oficjalnie zapowiedziało swój produkt pod nazwą Nintendo Switch i pokazało zwiastun prezentujący jego funkcje. W styczniu 2017 roku w Tokio podczas prezentacji Switcha, opublikowano specyfikację techniczną i datę premiery. W lutym 2017 roku konsola wraz z grą The Legend of Zelda: Breath of the Wild została udostępniona wybranym mediom. Konsola została wydana 3 marca 2017 roku. 20 września 2019 roku premierę miał budżetowy wariant konsoli o nazwie Nintendo Switch Lite. Nowa wersja pozbawiona została możliwości korzystania z niej w trybie stacjonarnym. Konsola pozbawiona też została odpinanych padów i wyposażono ją w mniejszy ekran. 8 października 2021 roku wydano kolejną wersję konsoli o nazwie Nintendo Switch OLED. Nowy model wyposażono w większy ekran typu OLED oraz 64 GB pamięci wbudowanej.
5 czerwca 2025 roku producent wydał następcę konsoli – Nintendo Switch 2.

## Odbiór

Logo konsoli

Według danych ze stycznia 2017 roku 80% egzemplarzy, które miało trafić do sklepów w Japonii, zostało wykupione w przedpremierowych zamówieniach. W Stanach Zjednoczonych po trzech dniach od uruchomienia możliwości zamówień wykupione zostały wszystkie egzemplarze konsoli. W Wielkiej Brytanii w pierwszy weekend po premierze sprzedano 80 000 egzemplarzy. Do końca marca 2017 roku sprzedaż konsoli Nintendo Switch wynosiła 2,74 miliona. W styczniu 2018 roku Nintendo podało, iż do 31 grudnia 2017 roku sprzedano 14,86 miliona egzemplarzy konsoli, tym samym przewyższając całkowitą sprzedaż Wii U w niecały rok.

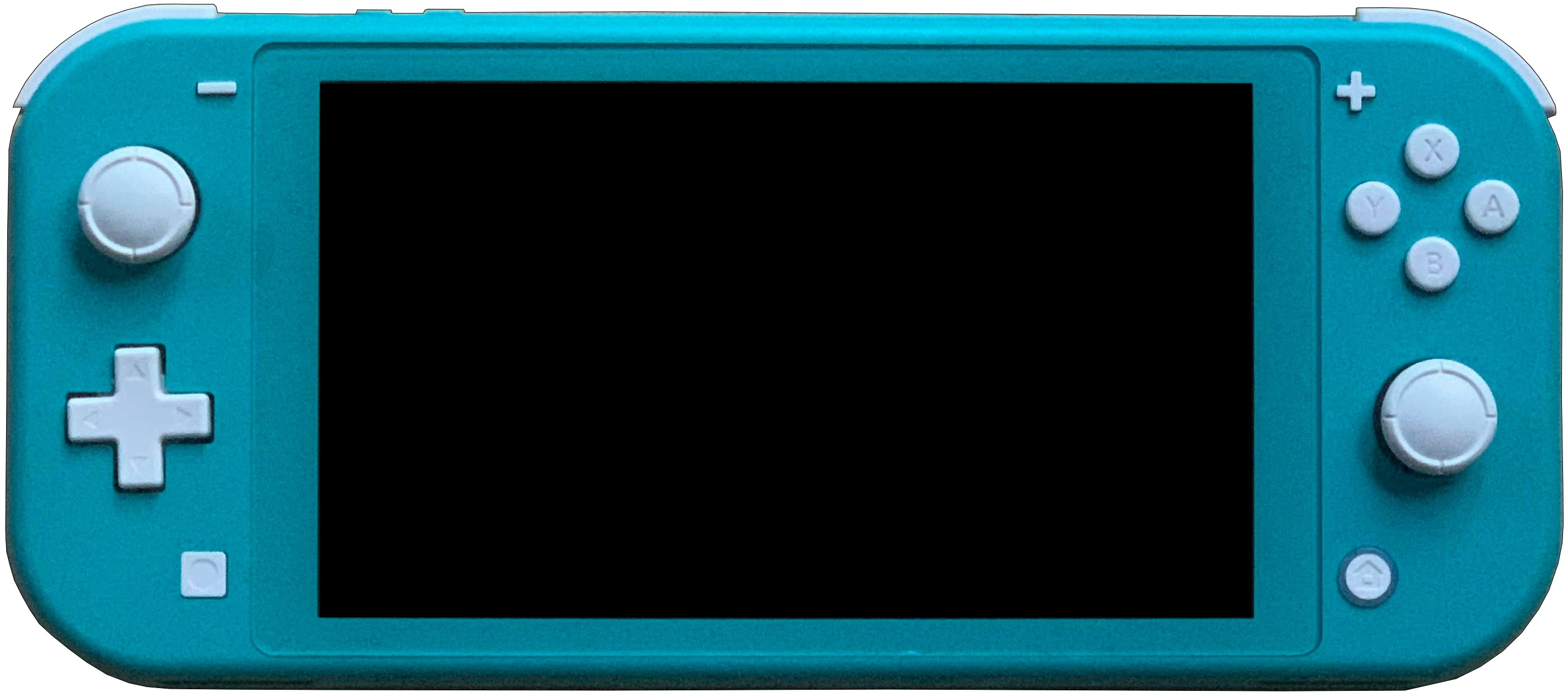
Wersja Lite konsoli
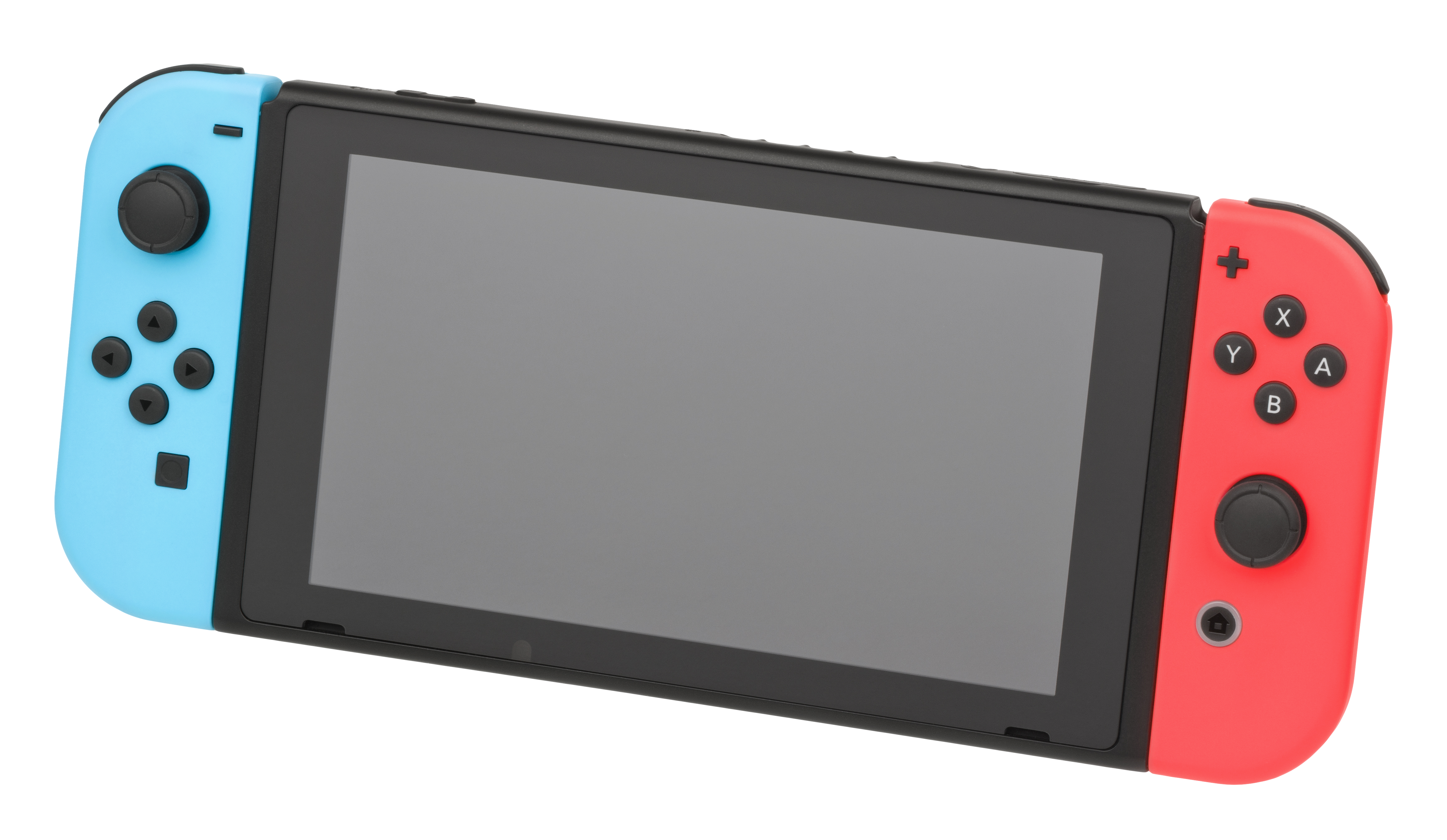
Konsola w trybie przenośnym
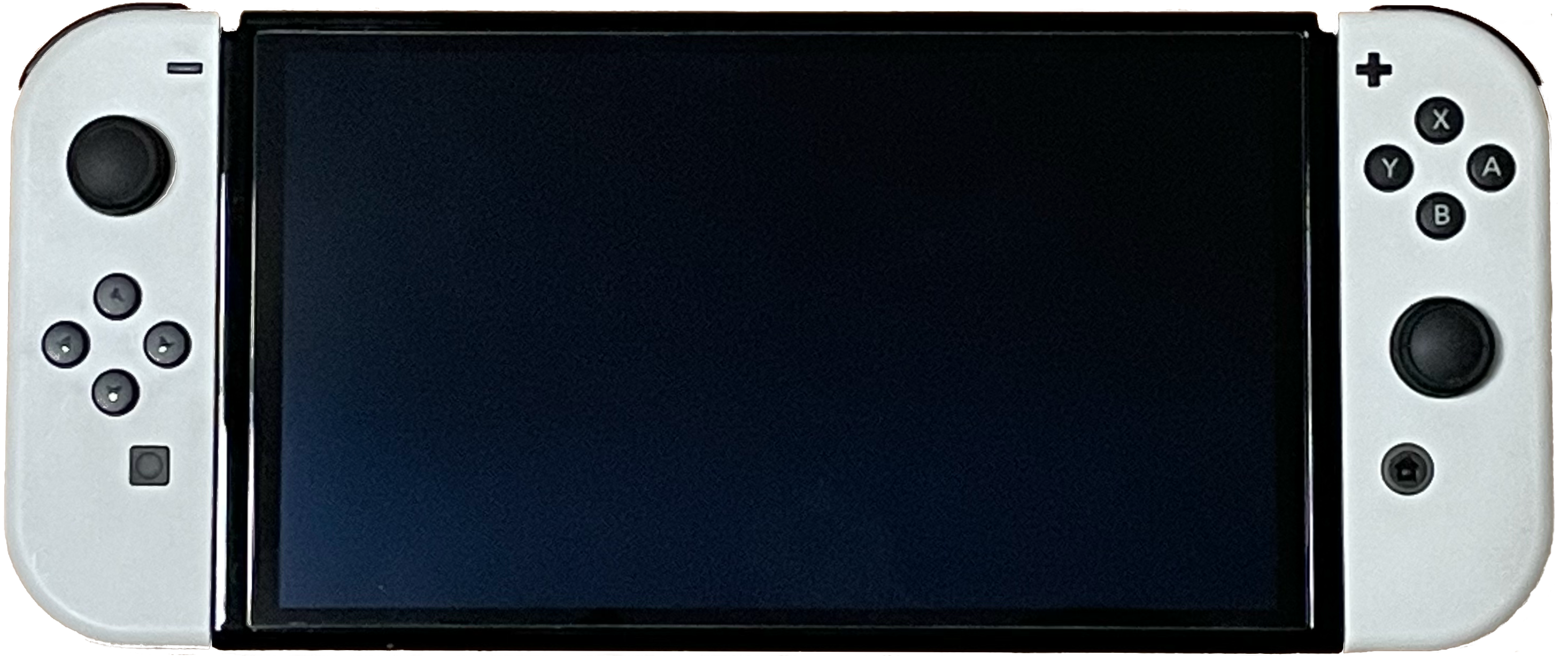
Wersja OLED konsoli